# Senegalia greggii
Espèce
Senegalia greggii est une espèce de plantes à fleurs dicotylédones de la famille des Fabaceae, sous-famille des Mimosoideae, originaire d'Amérique du Nord.

## Synonymes
Selon The Plant List (2 janvier 2019) :
- Acacia durandiana Buckley
- Acacia greggii var. greggii
- Acacia greggii A. Gray [3]
- Acacia greggii Isely [3]
- Senegalia greggii (A.Gray) Britton & Rose